# Università di Gießen
L'Università di Gießen (nome ufficiale in lingua tedesca: Justus Liebig-Universität Gießen) è una università pubblica tedesca situata nella città di Gießen (o Giessen), nel Land dell'Assia.

## Storia

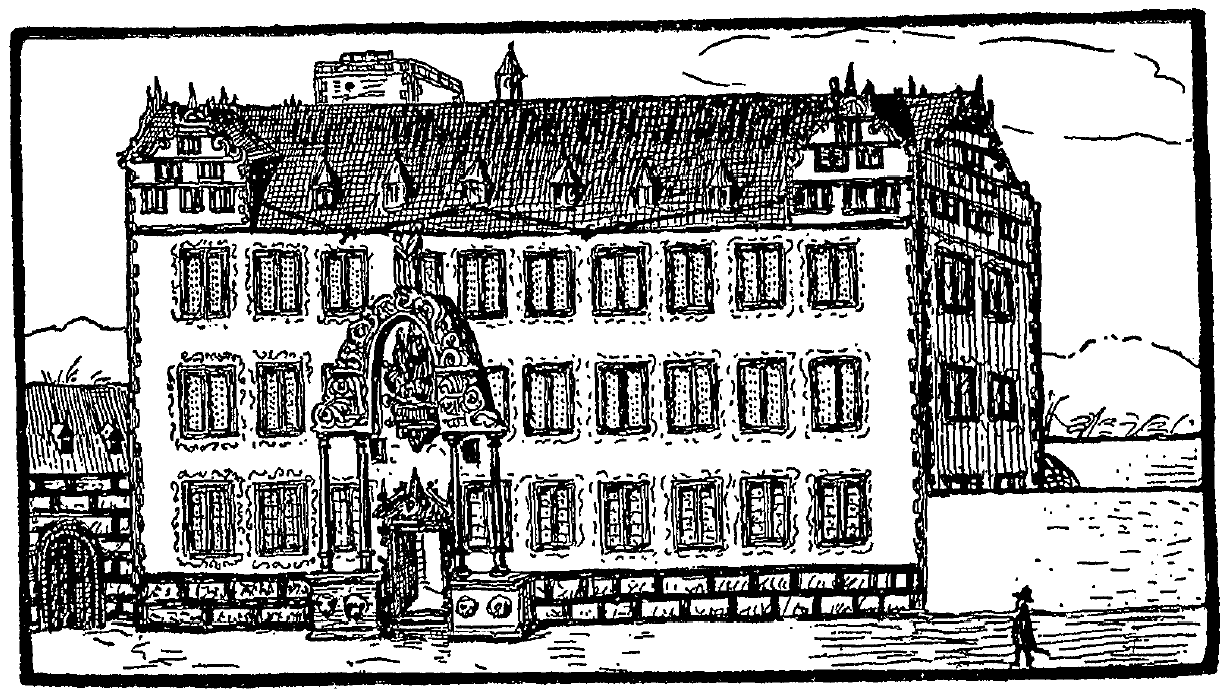
Università di Gießen nel 1615

L'Università venne fondata nella città di Gießen (Langraviato di Assia-Darmstadt) nel 1607 come università luterana, perché l'università dell'Assia, ovvero, al tempo, la vicina Università di Marburgo (Philipps-Universität Marburg) era diventata riformata (cioè, calvinista). La nuova università venne chiamata anche "Ludoviciana" o "Ludwigs-Universität", dal suo fondatore Luigi V d'Assia-Darmstadt; ha assunto il nome attuale, dal suo più illustre docente, Justus von Liebig, il fondatore della moderna chimica agraria e inventore dei fertilizzanti chimici, dopo la seconda guerra mondiale. Dopo l'unione dei vari Stati dell'Assia, nel 1929, sia l'università di Gießen che quella di Marburgo divennero le università pubbliche di tale Land.

## Generalità
L'Università di Gießen è costituita da undici facoltà, che complessivamente contano circa 28 000 studenti e 5 500 dipendenti, il che rende Gießen una città eminentemente universitaria.
L'università è raggruppata prevalentemente in tre campus, tutti localizzati alla periferia della città: il Philosophikum I; il Philosophikum II; e il campus Naturwissenschaften (per le scienze matematiche e naturali). Eccezioni sono la facoltà di Medicina, che si trova nei pressi del policlinico universitario, e il Rettorato, che si trova nel centro cittadino.
Il policlinico universitario UKGM, fuso dal 2005 con quello di Marburgo e privatizzato nel 2006, conta oltre 1190 letti nella sede di Gießen, e altri 1185 nella sede di Marburgo.
Insieme al policlinico, l'università di Gießen gestisce 2 centri di eccellenza (Exzellenzcluster): quello cardio-polmonare e il centro The Adaptive Mind, quest'ultimo un gruppo interdisciplinare (psichiatria, psicologia, fisica, informatica, sport) che studia le reazioni umane di fronte agli stress psicofisici.

## Facoltà e Dipartimenti
- Facoltà 01 - Legge
- Facoltà 02 - Economia
- Facoltà 03 - Scienze sociali e antropologiche
- Facoltà 04 - Storia
- Facoltà 05 - Lingua e Letteratura
- Facoltà 06 - Psicologia e Scienze dello Sport
- Facoltà 07 - Matematica, Informatica, Fisica, Geografia
- Facoltà 08 - Biologia e Chimica
- Facoltà 09 - Scienze agrarie, Scienze della Nutrizione e di gestione dell'ambientale
- Facoltà 10 - Medicina veterinaria
- Facoltà 11 - Medicina umana